# Jean de Quirielle
Œuvres principales
- L'Œuf de verre (1911)
- La Joconde retrouvée (1913)

Jean de Quirielle, né le 30 septembre 1880 à Saint-Gérand-le-Puy (Allier) et mort le 10 décembre 1964 à Montaiguët-en-Forez, est un poète et romancier français.
Il fait partie d’un nouveau genre littéraire le merveilleux scientifique apparenté à la science-fiction, qui apparaît en France à la fin du XIXe siècle et qui prospère durant la première moitié du XXe siècle.

## Biographie

### Jeunesse et famille
Marie Louise Eugène Françoise Xavier Jean de Quirielle naît en 1880 à Saint-Gérand-le-Puy, fils de Jean Roger Marie Abel de Quirielle, propriétaire, et de Jeanne Marie Louise Burelle, son épouse.

### Un auteur de romans conjecturaux
Au cours de sa carrière de romancier, Jean de Quirielle aborde à de nombreuses reprises le genre merveilleux-scientifique. Le recueil L'Homme qui fit parler les bêtes publié en 1911 aux éditions Albert Méricant propose ainsi le court roman éponyme qui met en scène un chirurgien dotant de la parole certains animaux ; et la nouvelle L'Homme qui pouvait ne pas mourir qui traite de l'immortalité acquise grâce à un élixir de jeunesse. L'année suivante, le roman L'Œuf de verre aborde le sujet de la résurrection et de la création artificielle de la vie, tandis que La Joconde retrouvée, qui s'inspire du célèbre vol de 1911, voit une machine permettant de rendre animé le sujet d'une simple peinture. Enfin, Jean de Quirielle produit semblerait-il un dernier récit conjectural en 1925 avec la nouvelle Celui qu'on n'attendait pas publié dans le magazine Lectures pour tous, qui met en scène l'utilisation du « nécrophone », une invention permettant de converser avec les morts.
Jean de Quirielle meurt en 1964 à Montaiguët-en-Forez.

## Œuvres

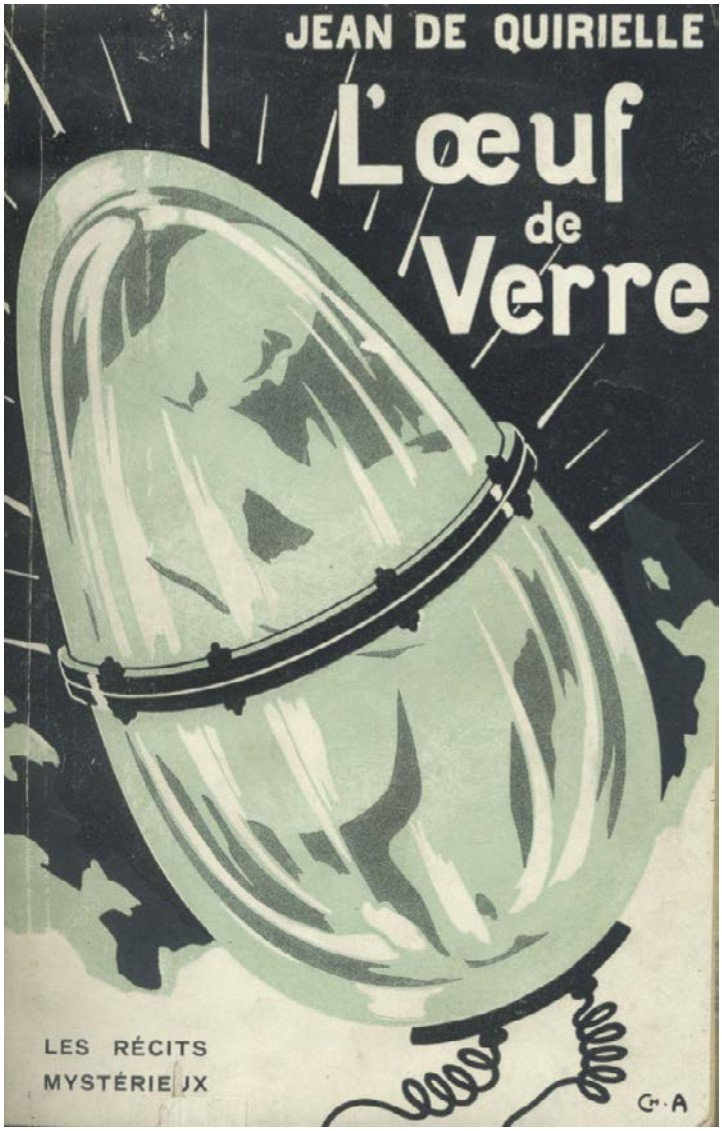
Couverture de L’Œuf de verre, illustrée par Charles Atamian.

- Gestes de chansons. Province bohême, 1895
- Sistres et tambours, 1899
- L'Homme qui fit parler les bêtes, 1911
- L'Homme qui pouvait ne pas mourir, 1911
- L'Œuf de verre, 1912
- La Joconde retrouvée, 1913
- Les Voleurs de cerveaux, 1920
- Celui qu'on attendait pas, 1925
- Pour jouer... Six comédies en un acte, 1930
- La Revanche de Tartuffe, 1931
- L'Amour cambrioleur, 1931